# Nick Markanich
Nicholas Markanich (n. Bourbonnais (Illinois), 26 de diciembre de 1999) es un futbolista estadounidense con nacionalidad filipina, que juega de delantero en las filas del Club Deportivo Castellón de la Segunda División de España.

## Trayectoria
Markanich es un jugador nacido en Bourbonnais (Illinois) y asistió a la escuela secundaria comunitaria Bradley-Bourbonnais mientras formada parte de las categorías inferiores del Chicago Fire FC. 
En 2018, se matriculó en la Universidad del Norte de Illinois, donde jugó para el equipo de fútbol Huskies. Durante sus cuatro años en NIU, fue titular en 68 de sus 69 partidos y marcó 39 goles.
Desde 2019 a 2021 jugó con el Green Bay Voyageurs de la USL League Two, la cuarta división de fútbol norteamericana, sin que la temporada 2020 fuera cancelada debido a la pandemia de COVID-19, con el que disputó 15 partidos, en los que marcó cinco goles y dio tres asistencias.
En febrero de 2022, fue seleccionado por el Football Club Cincinnati en el SuperDraft de la MLS de 2022, siendo elegido como la segunda selección en la segunda ronda del draft, o en la número 30 en general. Durante la temporada alternaría participaciones con el primer equipo en la Major League Soccer y con el filial en la MLS Next Pro, de la tercera división nacional.
El 16 de febrero de 2023, Markanich firmó con el Charleston Battery del campeonato de la USL Championship, en el que fue seleccionado cinco veces al Equipo de la Semana, Jugador de la Semana de la Semana 15 y nominado al Jugador del Mes en junio. Nick anotó 13 goles y cuatro asistencias en 36 partidos en todas las competiciones.
El 30 de agosto de 2024, Markanich acordó un contrato con el CD Castellón de la Segunda División de España, vigente a partir del 1 de enero.

### Selección nacional
En 2024, fue convocado para entrenar con la selección de fútbol de Filipinas.

## Clubes
| Club                      | País           | Año       |
| ------------------------- | -------------- | --------- |
| Northern Illinois Huskies | Estados Unidos | 2018-2021 |
| Green Bay Voyageurs FC    | Estados Unidos | 2019-2021 |
| FC Cincinnati             | Estados Unidos | 2022      |
| FC Cincinnati 2           | Estados Unidos | 2022      |
| Charleston Battery        | Estados Unidos | 2023      |
| Club Deportivo Castellón  | España         | 2023-     |